# ساوث بيك غيمز
ساوث بيك غيمز (بالإنجليزية: SouthPeak Games) ، هي شركة أمريكية لصناعة وتطوير ونشر ألعاب الفيديو، أسست سنة 1994م، وأعلنت حلها سنة 2012م، وكانت مقرها في ولاية فرجينيا الأمريكية، أنتجت عدة ألعاب ومنها لعبة سيكشن 8.